# San Agustin (Romblon)
Pour les articles homonymes, voir San Agustin.
San Agustin est une localité de la province de Romblon, aux Philippines. En 2015, elle compte 22 598 habitants.